# LaMarcus Aldridge
LaMarcus Nurae Aldridge (nascut el 19 de juliol de 1985 a Dallas, Texas) és un jugador de bàsquet professional que juga en la posició d'aler pivot. Actualment juga als San Antonio Spurs de l'NBA.

## Carrera

### Universitat
Aldridge va assistir a l'Institut Seagoville i a la Universitat de Texas. L'11 d'abril de 2006, el jugador va declarar que abandonava la universitat per presentar-se al Draft de l'NBA de 2006.

### NBA
Va ser seleccionat pels Chicago Bulls en la segona posició, i traspassat als Portland Trail Blazers pels drets de Tyrus Thomas, tercera elecció del Draft. En la seva primera temporada a la lliga ha fet una mitjana de 9 punts i 5 rebots en 22 minuts.
En finalitzar la temporada, va ser seleccionat en el millor quintet de rookies.
L'estiu de 2015 va firmar un contracte de 4 temporades amb els San Antonio Spurs.

#### Estadístiques
| Temporada | Equipo   | PJ | MPP  | RoPP | TPP | RPP | APP | PPP  |
| --------- | -------- | -- | ---- | ---- | --- | --- | --- | ---- |
| 2006-07   | Portland | 63 | 22.1 | 0.3  | 1.2 | 5.0 | 0.4 | 9.0  |
| 2007-08   | Portland | 76 | 34.9 | 2.9  | 1.2 | 7.6 | 1.6 | 17.8 |